# Николай Ковачев (футболист)
Вижте пояснителната страница за други личности с името Николай Ковачев.
Николай Ковачев е български футболист, роден на 6 юни 1986 г.
Играл е в отборите на ПФК „Ботев“ (Враца), „Лорка“ (Лорка, Испания), „Локомотив“ (Мездра) и за последно в ОФК „Бдин“ (Видин).
Прекратява кариерата си заради множество контузии.